# Gasconade County
Das Gasconade County ist ein County im US-amerikanischen Bundesstaat Missouri. Im Jahr 2020 hatte das County 14.794 Einwohner und eine Bevölkerungsdichte von 11 Einwohnern pro Quadratkilometer. Der Verwaltungssitz (County Seat) ist Hermann.

## Geografie
Das County liegt im mittleren Osten von Missouri am Südufer des Missouri River. Es eine Fläche von 1363 Quadratkilometern, wovon 14 Quadratkilometer Wasserfläche sind. An das Gasconade County grenzen folgende Nachbarcountys:
| Callaway County | Montgomery County | Warren County   |
| Osage County    |                   | Franklin County |
| Maries County   | Phelps County     | Crawford County |

## Geschichte
Das Gasconade County wurde am 25. November 1820 aus Teilen des Franklin County gebildet. Benannt wurde es nach dem Gasconade River, welcher wiederum von den ersten französischen Siedlern hier nach ihrer alten Heimat im Südwesten Frankreichs, der Gascogne, benannt wurde.
Zehn Bauwerke und Stätten des Countys sind im National Register of Historic Places eingetragen (Stand 6. Februar 2018).
Das Gasconade County hat seit der Präsidentschaftswahl von 1860 – damals als einziges County mit einer absoluten Mehrheit für Abraham Lincoln in einem Sklavenhalterstaat – in jeder einzelnen Präsidentschaftswahl den jeweiligen Kandidaten der Republikaner gewählt, was eine in den USA einzigartige Serie darstellt.

## Demografische Daten
Nach der Volkszählung im Jahr 2010 lebten im Gasconade County 15.222 Menschen in 6470 Haushalten. Die Bevölkerungsdichte betrug 11,3 Einwohner pro Quadratkilometer. In den 6470 Haushalten lebten statistisch je 2,36 Personen.
Ethnisch betrachtet setzte sich die Bevölkerung zusammen aus 97,9 Prozent Weißen, 0,3 Prozent Afroamerikanern, 0,3 Prozent amerikanischen Ureinwohnern, 0,5 Prozent Asiaten sowie aus anderen ethnischen Gruppen; 1,1 Prozent stammten von zwei oder mehr Ethnien ab. Unabhängig von der ethnischen Zugehörigkeit waren 1,2 Prozent der Bevölkerung spanischer oder lateinamerikanischer Abstammung.
21,1 Prozent der Bevölkerung waren unter 18 Jahre alt, 58,0 Prozent waren zwischen 18 und 64 und 20,9 Prozent waren 65 Jahre oder älter. 51,1 Prozent der Bevölkerung war weiblich.
Das jährliche Durchschnittseinkommen eines Haushalts lag bei 40.837 USD. Das Pro-Kopf-Einkommen betrug 21.240 USD. 10,8 Prozent der Einwohner lebten unterhalb der Armutsgrenze.

## Ortschaften im Gasconade County
Citys
| - Bland1 - Gasconade - Hermann | - Morrison - Owensville - Rosebud |

Unincorporated Communities
| - Arthur Spring Ford - Bay - Bem - Brown Shanty - Canaan - Cleavesville | - Drake - Feigler Ferry - Fredericksburg - Glaser Ford - Krueger Ford - Mount Sterling | - New Woollam - Old Bland - Old Woollam - Pershing - Redbird - Sewell Ford | - Stony Hill - Suelthaus Ford - Swiss - Tea - Valentine Ford |

1 – teilweise im Osage County

## Gliederung
Das Gasconade County ist in neun Townships eingeteilt:
| Township             | Einwohner (2010) | FIPS     |
| -------------------- | ---------------- | -------- |
| Boeuf Township       | 1087             | 29-06814 |
| Boulware Township    | 642              | 29-07462 |
| Bourbois Township    | 526              | 29-07480 |
| Brush Creek Township | 777              | 29-09100 |
| Canaan Township      | 5339             | 29-11008 |
| Clay Township        | 1554             | 29-14356 |
| Richland Township    | 857              | 29-61490 |
| Roark Township       | 3774             | 29-62336 |
| Third Creek Township | 666              | 29-72934 |